# Trung tâm hội nghị Tel Aviv

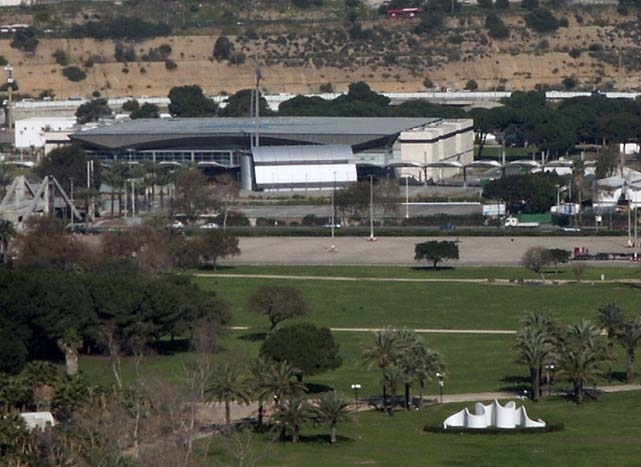

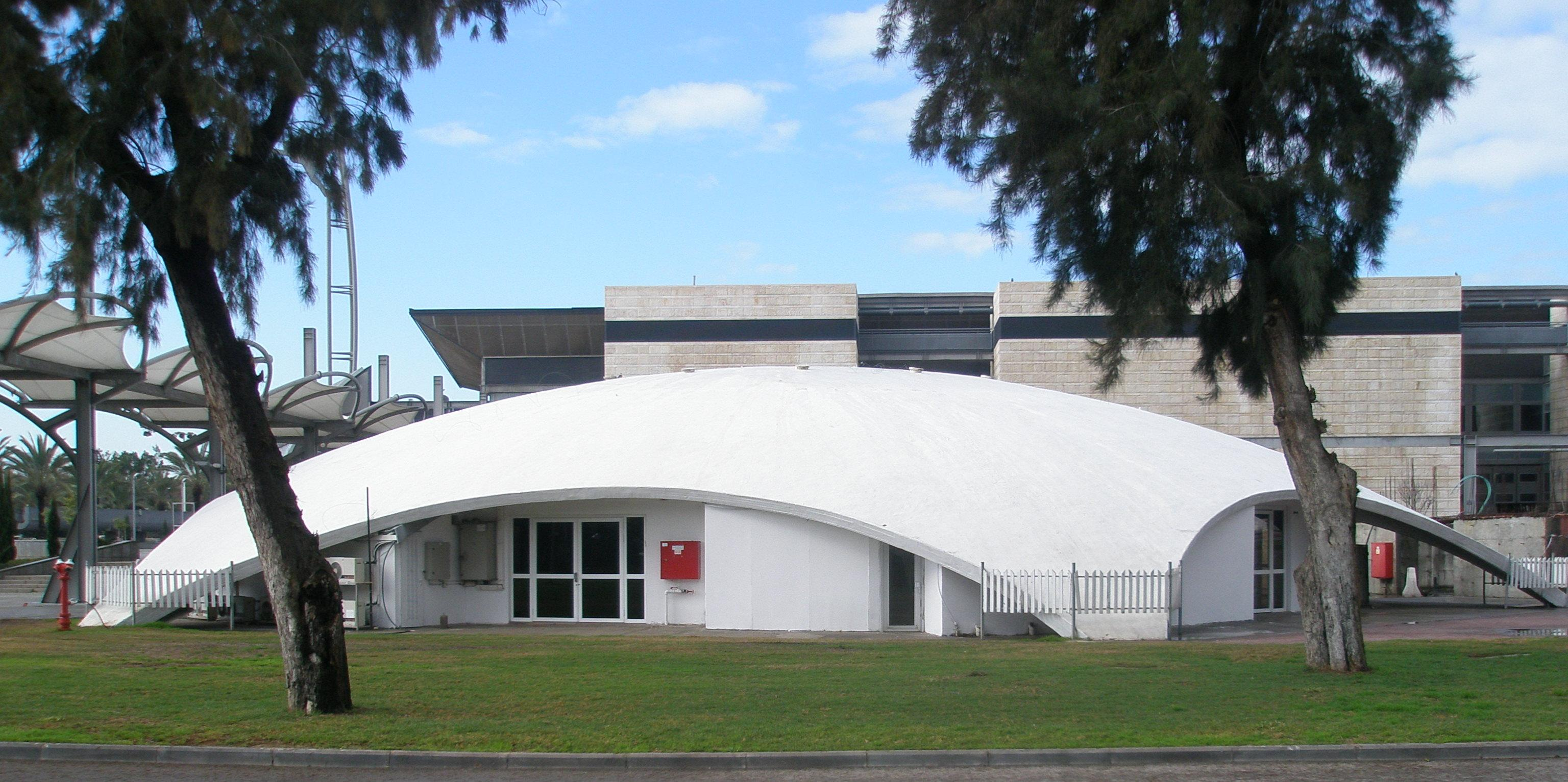

Trung tâm hội nghị Tel Aviv (trước kia: Trung tâm Hội nghị và Hội chợ Thương mại Israel (tiếng Do Thái: מרכז הירידים והקונגרסים בישראל - tiếng Anh: Israel Trade Fairs & Convention Center) là một trung tâm hội chợ và hội nghị ở miền Bắc Tel Aviv, Israel cạnh nhà Ga Đại học Tel Aviv. Được thành lập vào năm 1932 là "chợ Đông" (Phương Đông Fair), nó thu hút lên đến 2 triệu khách tham quan và tổ chức từ 45 đến 60 sự kiện lớn hàng năm. Hội chợ có mười sảnh và gian hàng và một không gian rộng lớn ngoài trời.